# Rozedranec skvrnoploutvý
Rozedranec skvrnoploutvý (Antennatus nummifer) je paprskoploutvá ryba z čeledi rozedrancovití (Antennariidae).
Druh byl popsán roku 1817 francouzským přírodovědcem Georgesem Cuvierem

## Popis a výskyt
Dosahuje maximální délky 13 cm.
Barevnost ryby je variabilní, žlutá, růžová, červená, hnědá, černá. Má tmavou skvrnu ve spodní části hřbetní ploutve. Tělo je pokryto třásnitými výrůstky (bradavicemi).
Svou potravu láká na přívěsek zvaný ilicum, který je umístěn na čele.
Byla nalezena ve vodách Indo-Pacifiku, a to v Rudém moři, Perském zálivu, u Jižní Afriky po Havajské ostrovy a Společenské ostrovy, severně od Japonska, jižně od Nového Zélandu. Dále ve vodách Atlantského oceánu, u souostroví Azory, Madeiry, Kanárských ostrovů a Svaté Heleny. Obývají přílivové útesové plochy v hloubce nejméně 25 m. Maximální hloubka nalezení je přibližně 176 m. Průměrná hloubka záchytů je 19 m. Tyto informace platí pro oblast Indo-Pacifiku. V oblasti Atlantiku obývají hloubku mezi 44 a 293 m, průměrná hloubka je 107 m.
Samice kladou pelagické jikry do velké vznášející se želatinové hmoty.
Využívá se jako akvarijní ryba.